# 志摩篤
志摩 篤（しま あつし、1934年〈昭和9年〉12月27日 - ）は、日本の陸上自衛官。第22代陸上幕僚長。初の防衛大学校卒業の陸上幕僚長である。2012年より偕行社理事長。

## 略歴
埼玉県出身。
1953年（昭和28年）3月、長崎県立大村高等学校卒業。
1957年（昭和32年）3月、防衛大学校卒業（第1期）、陸上自衛隊入隊。
1977年（昭和52年）1月1日、1等陸佐昇任。
1977年（昭和52年）3月16日、陸上幕僚監部第2部情報第1班長。
1978年（昭和53年）1月30日、陸上幕僚監部調査部調査第2課調査第2班長。
1978年（昭和53年）8月1日、第1普通科連隊長。
1981年（昭和56年）1月10日、陸上幕僚監部防衛部運用課長。
1982年（昭和57年）7月1日、陸将補昇任。
1983年（昭和58年）3月16日、東北方面総監部幕僚副長。
1984年（昭和59年）7月1日、陸上幕僚監部教育訓練部長。
1986年（昭和61年）6月17日、陸将昇任、第9師団長。
1987年（昭和62年）7月7日、防衛大学校幹事。
1988年（昭和63年）7月7日、第19代北部方面総監。
1990年（平成2年）3月16日、第22代陸上幕僚長。
1992年（平成04年）3月16日、退官。
2006年（平成18年）11月3日、瑞宝重光章受章。日本会議代表委員を務める。

## 著書
- 『イギリス国防体制と軍隊』教育社、1979年 防衛官僚だった池田久克との共著

## 栄典
- 瑞宝重光章 - 2006年（平成18年）11月3日